# Greta
Móc Câu (tựa tiếng Anh: Greta) là một bộ phim kinh dị tâm lý năm 2018 của đạo diễn Neil Jordan và kịch bản được viết bởi Ray Wright và Jordan. Phim có sự tham gia của Chloë Grace Moretz, Isabelle Huppert, Maika Monroe, Colm Feore và Stephen Rea, và theo chân một phụ nữ trẻ khi cô kết bạn với một góa phụ cô đơn, người bị ám ảnh bởi bà ta.
Móc Câu đã có buổi ra mắt công chúng tại Liên hoan phim quốc tế Toronto vào ngày 6 tháng 9 năm 2018. Phim được phát hành vào ngày 1 tháng 3 năm 2019 tại Hoa Kỳ, bởi Focus Feature. Bộ phim đã thu về hơn 18 triệu đôla trên toàn thế giới và nhận được nhiều ý kiến trái chiều từ các nhà phê bình.

## Nội dung
Frances McCullen là một cô hầu bàn sống ở thành phố New York cùng với người bạn Erica Penn. Mẹ Frances đã qua đời một năm trước vì bệnh ung thư và cô duy trì mối quan hệ căng thẳng với người bố tham công tiếc việc, Chris.
Frances tìm thấy một chiếc túi xách trên tàu điện ngầm. Tên và địa chỉ bên trong xác định nó thuộc về Greta Hideg và Frances mang trả lại. Greta nói với Frances rằng bà là một góa phụ, đến từ Pháp, có con gái đang học ở Paris. Frances bắt đầu dành thời gian với Greta, bất chấp sự phản đối của Erica rằng mối quan hệ này là không tự nhiên. Một đêm nọ, khi đang ở nhà Greta chuẩn bị bữa tối, Frances tìm thấy những chiếc túi xách giống hệt chiếc túi mà cô tìm thấy. Trên túi có nhiều tên và số điện thoại, bao gồm cả tên của Frances. Frances quyết định cắt đứt quan hệ với Greta.
Greta bắt đầu rình rập Frances. Greta cũng theo dõi Erica, gửi cho Frances những bức ảnh thời gian thực của Erica vào một buổi tối. Frances gọi điện cảnh báo Erica, người lên một chiếc xe buýt, rồi thấy Greta cũng lên xe buýt. Frances nói với Greta đừng quấy rối họ, nhưng Greta sau đó xuất hiện tại nhà hàng nơi Frances làm việc, gây ra cảnh lộn xộn khiến Frances bị đuổi việc. Frances và Erica muốn yêu cầu lệnh cấm, nhưng được cho biết có thể mất vài tháng.
Erica nói với bố Frances, Chris, về Greta và Chris nói với Frances hãy cắt đứt quan hệ với Greta. Frances phát hiện ra rằng con gái của Greta thực ra đã tự sát bốn năm trước vì không chịu nổi sự tàn bạo của bà mẹ và Greta không phải là người Pháp, bà còn bị bệnh tâm thần.
Frances phân vân giữa việc về nhà với bố hoặc đi du lịch với Erica. Erica đề nghị cô nói dối Greta rằng cô sẽ đi xa để giải quyết vấn đề của riêng mình, điều mà Frances làm. Khi họ gặp nhau, Greta, ngày càng loạn trí, yêu thương nói với Frances rằng bà sẽ là mẹ của cô.
Ngày hôm sau, Frances bị Greta bắt cóc. Ả nhốt Frances trong một cái rương gỗ trong một căn phòng bí mật ở nhà ả, sau đó sử dụng điện thoại của Frances để nhắn tin riêng cho Erica và Chris rằng Frances đang ở cùng người kia. Khi Frances được thả ra khỏi rương, cô tìm thấy các vật phẩm quần áo và thẻ căn cước của những phụ nữ trẻ khác.
Erica và Chris cuối cùng gặp nhau và biết rằng Frances không ở cùng họ. Thời gian trôi qua, Greta buộc Frances phải học tiếng Hungary và cách chơi piano. Trong một buổi học nấu ăn, Frances cắt đứt ngón tay của Greta và đánh ả bất tỉnh. Frances cố gắng trốn thoát, nhưng tất cả cửa ra vào và cửa sổ đều bị đóng kín. Frances chạy xuống tầng hầm, trong khi tìm kiếm lối ra đã tìm thấy một trong những nạn nhân trước của Greta. Greta lẻn ra phía sau Frances và quấn một chiếc túi quanh đầu cô đến khi cô bất tỉnh.
Chris thuê Brian Cody, một nhà điều tra tư nhân, đi tìm Frances và điều tra về Greta. Cody biết được Greta từng là một y tá, đến từ Hungary, người đã bị đuổi việc vì lạm dụng thuốc mê. Cody gặp Greta tại nhà ả. Frances, bị bịt miệng và bị trói, cố gắng thu hút sự chú ý của ông ta bằng cách rung lắc giường, nhưng Greta đã chặn tiếng ồn bằng âm nhạc. Khi Greta rời khỏi phòng khách, Cody phát hiện ra có một căn phòng bí mật đằng sau cây đàn piano. Greta đột nhiên xuất hiện và cắm một ống tiêm vào cổ ông ta. Ông ta rút súng ra khi dần bị mất ý thức, và Greta dùng khẩu súng đó để bắn chết ông ta.
Một khoảng thời gian không xác định trôi qua. Greta để một chiếc túi xách khác trên tàu điện ngầm, và một người phụ nữ mang chiếc túi đến nhà của Greta và được mời vào. Greta rót cà phê cho họ, nhưng sau khi Greta uống cốc của mình, ả cảm thấy muốn ngất đi. Người phụ nữ cởi bộ tóc giả và tiết lộ mình là Erica, người đã đánh thuốc mê Greta. Cô chế giễu Greta và nói với ả rằng cô đã tìm kiếm chiếc túi xách trên tàu điện ngầm trong khoảng thời gian dài. Greta bất tỉnh và Erica tìm thấy Frances. Greta, tỉnh lại, xuất hiện từ trong bóng tối, tóm lấy Frances trước khi bất tỉnh lần nữa. Frances và Erica đặt Greta đang bất tỉnh vào rương, sử dụng một món đồ nữ trang nhỏ hình Tháp Eiffel bằng kim loại để khóa nó lại. Sau khi họ rời khỏi căn phòng để báo cảnh sát, Greta bắt đầu đập mạnh vào nắp rương đến khi món nữ trang di chuyển một chút và chuẩn bị rơi ra.

## Diễn viên
- Chloë Grace Moretz trong vai Frances McCullen, một cô hầu bàn trẻ
- Isabelle Huppert trong vai Greta Hideg, một giáo viên piano ám ảnh và cựu y tá
- Maika Monroe trong vai Erica Penn, bạn và bạn cùng phòng của Frances
- Colm Feore trong vai Chris McCullen, người bố tham công tiếc việc của Frances
- Stephen Rea trong vai Brian Cody, một nhà điều tra tư nhân
- Zawe Ashton trong vai Alexa Hammond, người yêu của cô con gái đã chết của Greta, Nicola
- Thaddeus Daniels trong vai Sĩ quan Deroy
- Jeff Hiller trong vai Maitre D 'Henri
- Parker Sawyer trong vai Quản lý Park Hill